# Maximos V Hakim
Maximos V Hakim (1908 - 2001) là một Thượng phụ người Ai Cập của Giáo hội Công giáo nghi lễ Greek-Melkite, trực thuộc Giáo hội Công giáo Rôma. Cả cuộc đời tu trì của ông phục vụ tại các quốc gia Trung Đông như Syria, Israel. Ông nguyên là Thượng phụ Tòa Thượng phụ Antioch, Thượng phụ Hiệu tòa Alexandria và Jerusalem, nghi lễ Greek-Melkite, Chủ tịch Hội đồng Giáo hội Công giáo Greek-Melkite và Chủ tịch Liên Hội đồng các Giáo hội Công giáo tại Iran. Trước khi làm Thượng phụ, ông đảm trách nhiệm vụ Tổng giám mục Tổng giáo phận Akka, nghi lễ Greek-Melkite thuộc Syria.

## Tiểu sử
Thượng phụ Maximos V Hakim sinh ngày 18 tháng 5 năm 1908 tại Tanta, thuộc Ai Cập. Sau quá trình tu học dài hạnn tại các cơ sở chủng viện theo quy định của Giáo luật, ngày 20 tháng 7 năm 1930, Phó tế Hakim, 22 tuổi, tiến đến việc được truyền chức linh mục. Chủ sự nghi lễ truyền chức là Tổng giám mục Maximos IV Saigh, S.M.S.P., Tổng giám mục chính tòa Tổng giáo phận Tyr, nghi lễ Greek-Melkite.
Sau mười ba băm thực hiện các công việc của một linh mục, ngày 13 tháng 3 năm 1934, linh mục Hakim được thông báo rằng đã được chọn vào vị trí mới là Giám mục chính tòa Giáo phận Akka. Lễ tấn phong cho vị tân giám mục được cử hành sau đó vào ngày 13 tháng 6 cùng năm, với phần nghi thức chính yếu của việc truyền chức được cử hành cách trọng thể bởi 3 giáo sĩ cấp cao, Chủ phong cho vị tân giám mục là Thượng phụ Cyril IX Mogabgab, Thượng phụ Tòa Thượng phụ Antioch, nghi lễ Greek-Melkite. Hai vị còn lại, với vai trò phụ phong, gồm có Giám mục Pierre Kamel Medawar, S.M.S.P., Giám mục Phụ tá Tòa Thượng phụ Antioch và Giám mục Dionysios Kfoury, Đại diện Thượng phụ Greek-Melkite tại Ai Cập và Sudan.
Ngày 18 tháng 11 năm 1964, cùng với sự nâng cấp Giáo phận Akka lên hàng Tổng giáo phận, giám mục Hakim cũng được thăng Tổng giám mục chính tòa. Ba năm sau đó, ngày 22 tháng 11 năm 1967, Hội đồng Giáo hội Greek-Melkites nhóm họp, tuyên bố chọn Tổng giám mục Hakim làm Tân Thượng phụ Giáo hội này, với vị trí Thượng phụ Tòa Thượng phụ Antioch và Hai tòa Thượng phụ Hiệu tòa Alexandria và Jerusalem, nghi lễ Greek-Melkite. Phía Giáo hội Công giáo Rôma nhanh chóng chuẩn y và nêu đồng thuận với sự lựa chọn này của Giáo hội nghi lễ Greek-Melkite vào ngày 26 tháng 11 sau đó. Ngoài các chức danh trên, ông còn kiêm nhiệm thêm các chức danh Chủ tịch Hội đồng Giáo hội Công giáo Greek-Melkite và Chủ tịch Liên Hội đồng các Giáo hội Công giáo tại Iran.
Sau 33 năm trên vị trí Thượng phụ, Thượng phụ Maximos V Hakim từ nhiệm ngày 22 tháng 11 năm 2002 và qua đời sau đó vào ngày 29 tháng 6 năm 2001, thọ 93 tuổi.